# 加藤暁美
加藤 暁美（かとう さとみ、1980年 - ）は、日本の女性シンガーソングライター。本名同じ。出生地広島県、出身地福岡県。

## 来歴

### 幼年期
- 幼い頃、松任谷由実ファンだった母の影響を受け、その世界観をいつも想像を巡らせて過ごす。
- 小学1年の頃、バンドマンだった父の影響を受け、エレクトーンを習い始め、組み込まれているリズム帯を鳴らしながら、遊びで作曲をしていた。

### 少女期
- 小学生の頃、松任谷由実、ドリームズ・カム・トゥルー、大黒摩季、松田聖子、trf、安室奈美恵、井上陽水、槇原敬之、KAN、WANDS、B'z等の邦楽を聴いて過ごす。
- 中学生の頃、父の都合で沖縄に転居。外国人との交流機会が増え、CDレンタルショップで偶然に発見したリセット・メレンデスの「Goody Goody」を収録したオムニバス・アルバムを聴いて刺激を受ける。その後、マライア・キャリー、ホイットニー・ヒューストン、ジャネット・ジャクソン、バネッサ・ウィリアムス等の洋楽を聴くようになる。ハウス、テクノなどのジャンルを問わず幅広い音楽を聴く。
- 高校生の頃、当初は流行していたヒップホップ、R&Bに興味をもち、RAKIM、2Pac、fugees、Lauryn Hill、Mary J Blige、SWV、Destiny's Child等を聴くようになる。その後、 クラブ系ミュージックを聴くようになったことから、クラブ・シンガーとしての活動を始める。

### 青年期
- 福岡市にあるDJ BAR「CLIPS」で週末のレギュラーボーカルを務め、市のイベントやクラブ、地元ラジオ局へ出演する等の活動をする[3]。
- 2006年、12月に出場した日本テレビ系「歌スタ!!」オーディションで、明るい個性的なキャラクターと歌唱力が審査作家陣のシンガーソングライター・崎谷健次郎の目に留まる。
- 2007年、上京し、崎谷の指導を受ける。ボイス・トレーニング、歌の世界の繊細な部分、人前で歌うことの素晴らしさや厳しさ、その表現力を学ぶ。崎谷のライヴに飛び入り参加を許される[4]。
- 2008年、4月に歌スタ!!の新企画、和田アキ子が審査を務める「和田スタ!!」に再出場[5]。8月にインターネットで楽曲を配信。
- 2009年、12月に日本テレビ「音の素」に出演。ハスキーボイスがポジティブな歌詞にマッチした、一日の始まりにパワーみなぎるオリジナル曲「～おはようの歌～」[6]を披露する。
- 2010年、3月に「歌スタ!!」が終了するも、聴く人に記憶に残る挑戦者となった[7]。「切なさ」をテーマに、形にとらわれない心にしみる音楽を目指して、シンガーソングライターとして活動を続ける。

## ディスコグラフィー
1. 僕は君（2007年7月16日発表）　日本テレビ系オーディション番組「歌スタ!!」プレゼン課題曲。
作詞：田口俊 / 作曲 / 編曲：崎谷健次郎
2. 走りつづけよ!（2008年8月28日発表）　
作詞 / 作曲：加藤暁美 / 編曲：崎谷健次郎
3. Pure Love / track DJ ARTS a.k.a ALL BACK（2008年8月28日発表）
作詞 / 作曲：加藤暁美 / 編曲：DJ ARTS a.k.a ALL BACK
4. FOR YOU / DJ ARTS a.k.a ALL BACK Ver. （2008年8月28日発表）　
作詞 / 作曲：加藤暁美 / 編曲：DJ ARTS a.k.a ALL BACK
5. catch the future feat.加藤暁美（2008年8月28日発表）
作詞 / 作曲：加藤暁美 / 編曲：Y@W@R@
6. FOR YOU / Yoichi Nakamura Ver. （2008年8月28日発表）　
作詞 / 作曲：加藤暁美 / 編曲：Yoichi Nakamura
7. 〜おはようの歌〜 / DJ ARTS a.k.a ALL BACK　Ver. （2009年12月23日発表）　
作詞 / 作曲：加藤暁美 / 編曲：DJ ARTS a.k.a ALL BACK
8. 君の隣で（2010年7月4日発表）
作詞 / 作曲：加藤暁美 & DJ ARTS a.k.a ALL BACK / 編曲：DJ ARTS a.k.a ALL BACK
9. 恋しくて（2010年7月4日発表）
作詞 / 作曲：加藤暁美 & DJ ARTS a.k.a ALL BACK / 編曲：DJ ARTS a.k.a ALL BACK

### アルバム
- 未発表である。

### 楽曲制作参加
- 強
  1. ミニアルバム『カーテンコール』 M-6「カーテンコール」Chorus （2010年8月11日発売）
  2. ミニアルバム『SUNRISE』M-1「A Summer Day」M-2「ハジマリマッセ」M-4「今ごろになって」Chorus （2011年7月27日発売）
- ET-KING
  1. アルバム『恋愛歌集』M-10「レサムピリリ」Backing vocal（2010年12月15日発売）
  2. アルバム『応援歌集』M-5「働く男」Chorus （2011年7月20日発売）
  3. アルバム『SEVEN STARS』M-6「こんないい夜」Chorus  Arrange　（2011年11月30日発売）
  4. アルバム『SEVEN STARS』M-11「ともしび」Chorus （2011年11月30日発売）
  5. アルバム『家族歌集』Chorus M-4「はんぶんこ」（2012年5月23日発売）
  6. アルバム『ストライク』Chorus・PIANO Arrange  M-3「あのときのままで」（2012年11月28日発売）
  7. アルバム『ストライク』Chorus M-6「 CHEERS」（2012年12月19日発売）
  8. アルバム『ブライダルコレクション！』Chorus M-13「 LA・LA・LA LOVESONG」（2013年4月24日発売）
- 若大将
  1. アルバム『張り切っていこう！！』Chorus 参加（2012年11月28日発売）

## メディア出演

### テレビ
- 歌スタ!!（日本テレビ系、2006年4月）-「誰より好きなのに」（古内東子）[8]
- 歌スタ!!（日本テレビ系、2006年12月18日）- コエヲキカセテ（SAKURA）[8]
- 歌スタ!!（日本テレビ系、2007年7月9日・16日・23日）-「僕は君」（オリジナル）[9]
オーディション歌唱。
- 音の素（日本テレビ系、2009年12月24日）-「～おはようの歌～」
楽曲披露。
- Gスタ!!（和田スタ!!）（日本テレビ系、2008年4月5日）-「Cherish」（Cristal kay）[10]
オーディション歌唱。